# Bartłomiej Głębocki
Bartłomiej Głębocki herbu Doliwa (zm. w 1760 roku) – podkomorzy brzeskokujawski w latach 1726–1755, stolnik inowrocławski w latach 1713–1726, sędzia grodzki brzeskokujawski.
Był posłem na sejm 1729 roku z województw brzeskokujawskiego i inowrocławskiego.